# Hanna Hamdi
Hanna Hamdi (arabisch حنا حمدي, DMG Ḥannā Ḥamdī; * 26. November 1995 in Tunis) ist eine tunesisch-deutsche Fußballspielerin.

## Vereinskarriere
Hamdi, die am 26. November 1995 in Tunis geboren wurde, spielte bis 2012 in den Juniorinnenteams von Borussia Mönchengladbach. In der folgenden Saison kam sie für die Profimannschaft zum Einsatz. In der Saison 2013/14 spielte sie für die Frauenmannschaft des VfL Repelen, schloss sich aber bereits in der Winterpause dem GSV Moers in der Fußball-Regionalliga. Dort spielte sie zweieinhalb Jahre und schoss in 51 Ligaspielen 32 Tore. Im Juli 2016 schloss sie sich der zweiten Mannschaft des Ligakonkurrenten SGS Essen an. In der Saison 2017/18 gelang der Aufstieg in die 2. Frauen-Bundesliga. Dort konnte sie in elf Spielen ein Tor erzielen.
Im Sommer 2019 schloss sie sich dem in der Fußball-Regionalliga spielenden Borussia Bocholt an. Anfang 2021 wechselte sie zum damaligen Bundesligisten MSV Duisburg. Dort gab sie am 31. März 2021 beim Spiel gegen die Frauenauswahl der Eintracht Frankfurt ihr Bundesligadebüt. Es sollte ihr einziges Spiel bleiben. Zur Saison 2021/22 wechselte sie zum VfR Warbeyen zurück in die Fußball-Regionalliga. Später erfolgte ihre Rückkehr zur Borussia Bocholt, für die sie auch in der zweiten Mannschaft zum Einsatz kam. Zum Sommer und Beginn der Saison 2023/24 wechselte sie in die zweite Frauen-Bundesliga zum FSV Gütersloh 2009, wo sie bis Ende der Hinrunde blieb und in acht Spielen zwei Tore schoss. Seit der Saison 2024/25 spielt sie beim FC Schalke 04 in der Fußball-Westfalenliga.

## Nationalmannschaft
Hamdi gab am 10. Juni 2021 ihr Länderspieldebüt gegen Jordanien. Drei Tage später erzielte sie beim erneuten Spiel gegen das Team aus Jordanien ihr erstes Länderspieltor. Sie gehörte zum Kader der tunesischen Fußballnationalmannschaft für den Afrika-Cup 2022. Sie kam in zwei Vorrundenspiele zum Einsatz. Im Viertelfinale schied man mit 1:0 gegen den Gastgeber Südafrika aus. Im Februar 2025 schied man in der 3. Qualifikationsrunde für den Afrika-Cup 2025 gegen Kenia aus. Hamdi kam in beiden Spielen zum Einsatz.